# Nils Landqvist
Nils Landqvist, född den 19 juli 1924 i Dädesjö, Kronobergs län, död den 2 oktober 2010 i Göteborg, var en svensk industriman och docent i textilkemi vid Chalmers i Göteborg.

## Biografi
Landqvist fick sin utbildning på Chalmers, där han blev civilingenjör 1948. Han fortsatte sedan studierna fram till en teknologie doktorsexamen 1958, då han också fick docentkompetens.
Landqvist kombinerade sina studier med forskning vid textilföretaget Rydboholm där han var forskningschef och teknisk chef innan han 1962  avancerade till vice VD för att 1963 knytas till Korsnäs-Marma AB. Där blev han först vice VD och var senare VD 1970 – 86 för att slutligen bli styrelseordförande, först i Korsnäs och sedan Kinnevik, fram till 1993. Vid sidan av denna karriär utförde han ett kvartsekellångt arbete inom Industriförbundet, bland annat som ordförande 1979 –81.
Landqvist invaldes 1980 som ledamot av Kungliga Ingenjörsvetenskapsakademin. År 1988 tilldelades han regeringens medalj Illis Quorum av 12:e storleken för mångåriga och förtjänstfulla insatser för svensk industriell utveckling. Vid 50-årsjubileet för hans doktorsgrad blev han jubeldoktor vid Chalmers 2008. 